# Percomorpha
I percomorfi (Percomorpha) sono un grande e diversificato clado di pesci ossei appartenenti ai Teleostei, comprendente oltre il 40% delle specie di pesci attuali. Il gruppo include molte famiglie ben note come Serranidae (cernie), Labridae (labridi), Pomacentridae (pesci damigella), Syngnathidae (cavallucci marini e pesci ago), Tetraodontidae (pesci palla), e Molidi (pesce luna). La sua classificazione è stata oggetto di numerose revisioni filogenetiche grazie a studi morfologici e molecolari.

## Evoluzione e fossili
I Percomorpha rappresentano il gruppo più diversificato tra i teleostei attuali. I teleostei, e in particolare i percomorfi, hanno conosciuto una grande espansione durante il Cenozoico. Le evidenze fossili indicano un notevole aumento nella dimensione corporea e nell'abbondanza dei teleostei immediatamente dopo l’estinzione di massa al limite Cretaceo–Paleocene (circa 66 milioni di anni fa).
I più antichi fossili noti attribuiti con certezza ai Percomorpha appartengono a tetraodontiformi primitivi come Protriacanthus e ai membri della famiglia estinta Cretatriacanthidae, rinvenuti in sedimenti del Santoniano e Campaniano in Italia e Slovenia.
Un'elevata diversità di percomorfi primitivi è documentata anche nel Campaniano di Nardò, in Italia, dove si osservano già forme appartenenti a ordini moderni come i Syngnathiformes e i Tetraodontiformes.
Il possibile percomorfo più antico è Plectocretacicus, proveniente dal Cenomaniano del Libano, ritenuto un probabile parente basale dei tetraodontiformi. Tuttavia, alcune analisi morfologiche suggeriscono affinità anche con gruppi non percomorfi, rendendo incerta la sua collocazione sistematica.

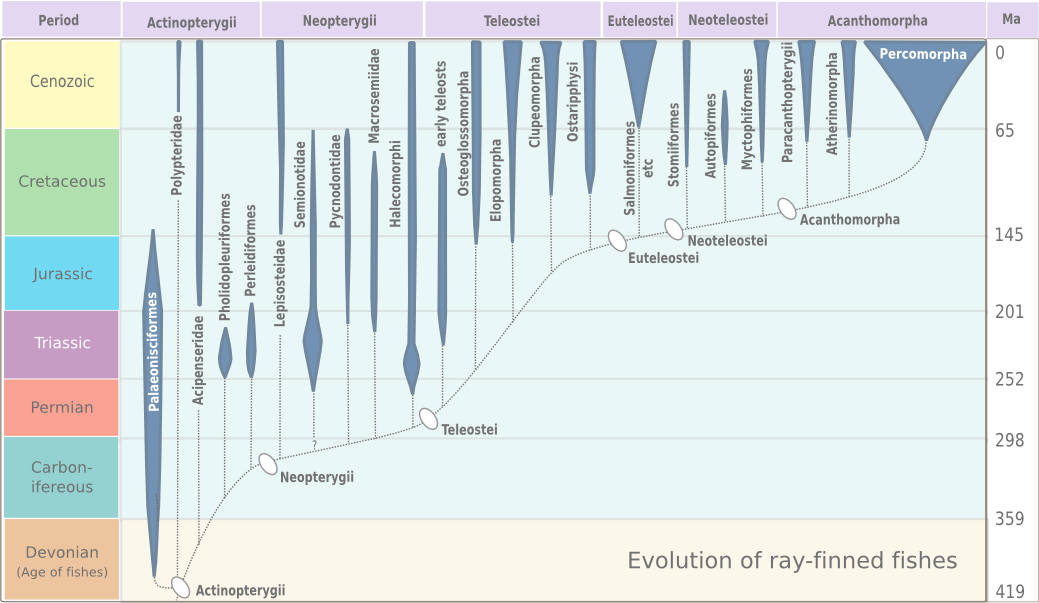
Evoluzione dei pesci a pinne raggiate (Actinopterygii) dal Devoniano a oggi. Il diametro dei fusi rappresenta approssimativamente il numero di famiglie, come stima della diversità. Tratto da Benton, M. J. (2005), Vertebrate Palaeontology, 3ª edizione, Fig. 7.13, pag. 185.

### Tassonomia
Molti degli ordini oggi inclusi nei Percomorpha erano inizialmente collocati in un ampio ordine dei Perciformes; per questo motivo, numerose fonti hanno a lungo considerato quest’ultimo come il clade di vertebrati più diversificato. Tuttavia, studi più recenti hanno dimostrato che tale collocazione è parafiletica, e di conseguenza molti di questi gruppi sono stati trasferiti in ordini distinti all'interno dei Percomorpha.
I Percomorpha costituiscono un gruppo estremamente diversificato, comprendente almeno 22 ordini secondo l’Eschmeyer's Catalog of Fishes. Altri autori propongono un numero differente di ordini, a seconda del sistema di classificazione adottato.
La seguente tassonomia si basa sull’Eschmeyer’s Catalog of Fishes (2025), con l'aggiunta di alcuni sottordini secondo altri studi recenti:
- Clado Percomorpha
  - Subserie Ophidiida
    - Ordine Ophidiiformes
      - Sottordine Ophidioidei[8]
      - Sottordine Bythoidei

  - Subserie Batrachoidida
    - Ordine Batrachoidiformes

  - Subserie Gobiida
    - Ordine Gobiiformes
      - Sottordine Apogonoidei (=ordine Kurtiformes)
      - Sottordine Trichonotoidei
      - Sottordine Gobioidei

  - Subserie Syngnatharia
    - Ordine Syngnathiformes
      - Sottordine Dactylopteroidei
      - Sottordine Mulloidei
      - Sottordine Callionymoidei
      - Sottordine Syngnathoidei

  - Subserie Pelagiaria
    - Ordine Scombriformes
      - Sottordine Stromateoidei
      - Sottordine Scombroidei

  - Subserie Anabantaria
    - Ordine Synbranchiformes
      - Sottordine Mastacembeloidei
      - Sottordine Indostomoidei
      - Sottordine Synbranchoidei

    - Ordine Anabantiformes
      - Sottordine Anabantoidei
      - Sottordine Channoidei
      - Sottordine Nandoidei

  - Subserie Carangaria
    - Ordine Carangiformes
      - Sottordine Centropomoidei
      - Sottordine Pleuronectoidei
      - Sottordine Toxotoidei
      - Sottordine Nematistioidei
      - Sottordine Menoidei
      - Sottordine Carangoidei

  - Subserie Ovalentaria
    - Ordine Atheriniformes
      - Sottordine Atherinopsoidei
      - Sottordine Atherinoidei

    - Ordine Beloniformes
      - Sottordine Adrianichthyoidei
      - Sottordine Belonoidei

    - Ordine Cyprinodontiformes
      - Sottordine Aplocheiloidei
      - Sottordine Cyprinodontoidei

    - Ordine Cichliformes
    - Ordine Mugiliformes
    - Ordine Blenniiformes
      - Sottordine Gobiesocoidei
      - Sottordine Blennioidei

  - Subserie Eupercaria
    - Ordine Perciformes
      - Sottordine Percoidei
      - Sottordine Notothenioidei
      - Sottordine Scorpaenoidei
      - Sottordine Cottoidei
      - Sottordine Gasterosteoidei
      - Sottordine Zoarcoidei

    - Ordine Centrarchiformes
      - Sottordine Percalatoidei
      - Sottordine Terapontoidei
      - Sottordine Centrarchoidei
      - Sottordine Cirrhitioidei

    - Ordine Labriformes
      - Sottordine Labroidei
      - Sottordine Uranoscopoidei

    - Ordine Acropomatiformes (=Pempheriformes)
    - Ordine Acanthuriformes
    - Ordine Lophiiformes
      - Sottordine Lophioidei
      - Sottordine Ogcocephaloidei
      - Sottordine Antennarioidei
      - Sottordine Chaunacoidei
      - Sottordine Ceratioidei

    - Ordine Tetraodontiformes
      - Sottordine Triacanthoidei
      - Sottordine Tetraodontoidei
      - Sottordine Balistoidei

  - Incertae sedis:
    - †Acronuroides
    - †Dibango
    - †Erebusia
    - †Nickcaves